# Joseph Arthur

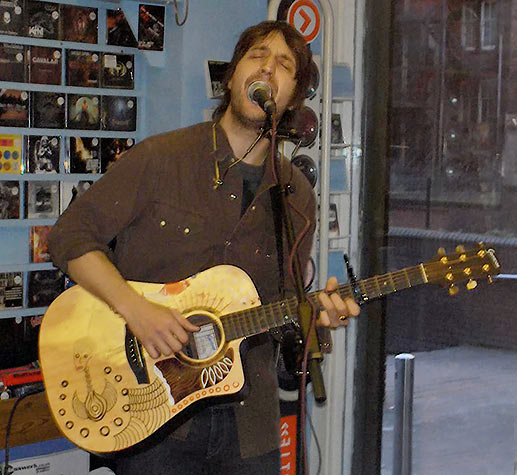
Joseph Arthur (2006)

Joseph Arthur (* 28. September 1971 in Akron, Ohio) ist ein US-amerikanischer Singer-Songwriter und Folk-Rock-Sänger. Er veröffentlicht unter dem eigenen Label Lonely Astronaut Records.

## Karriere
Joseph Arthurs Karriere begann in den frühen 1990er Jahren, als er in seiner Wohnung einige Demos aufnahm. 1997 wurde er von Peter Gabriel entdeckt und unter Vertrag genommen. Er veröffentlichte die EP Vacancy, die für einen Grammy nominiert wurde. Neben Gitarre spielt er auch Mundharmonika und Bass.
Mit dem im Jahr 2000 aufgenommenen zweiten Album Come to Where I’m From gelang ihm der endgültige Durchbruch. Nach dem Live-Album Gipsy Tea Room folgte im Mai 2002 sein drittes Album Redemption’s Son. 2005 kam sein viertes Album Our Shadows Will Remain auf den Markt. Seit 2006 ist er Mitglied seiner (ehemaligen) Tour-Band The Lonely Astronauts.
Er wirkte als Musiker, Sänger und Mitautor der Lieder Altus Silva und Exit Through You an den Aufnahmen des Weltmusik-Kompilations-Albums mit dem Namen Big Blue Ball von Peter Gabriel und Karl Wallinger mit, das in den Sommern der Jahre 1991, 1992 und 1995 in den Real World Studios aufgenommen wurde und 2008 erschien.
Im Februar 2010 gründete er gemeinsam mit Ben Harper und Dhani Harrison die Band Fistful of Mercy. Die Band veröffentlichte am 5. Oktober 2010 ihr Debütalbum As I Call You Down über das Label HOT Records.
Peter Gabriel coverte auf dem 2010 erschienenen Studioalbum mit dem Namen Scratch My Back zwölf Lieder von verschiedenen Künstlern. Drei lehnten es jedoch ab an dem später im Jahr 2013 erschienenen Kompilations-Album des Folgeprojektes And I’ll Scratch Yours teilzunehmen. Joseph Arthur sprang deshalb neu ein uns coverte das Lied Shock the Monkey von Peter Gabriel.
2014 veröffentlichte er das Album Lou mit Coverversionen von Liedern des im Jahr zuvor verstorbenen Lou Reed.

## Songs in Fernsehserien und Filmen
Folgende Stücke wurden in den aufgezählten Serien und Filmen verwendet (Auswahl):
- Honey and the Moon
  - O.C., California
  - American Pie – Jetzt wird geheiratet
- In the Sun
  - The Bourne Identity
  - Scrubs – Die Anfänger
  - Dawson’s Creek
  - Saved
  - The L Word – Wenn Frauen Frauen lieben
  - Grey’s Anatomy
- You’re So True
  - Shrek 2
- A smile that explodes
  - O.C., California
- Could we survive
  - Dr. House
- Killer’s knife
  - Numbers – Die Logik des Verbrechens
- My Home Is Your Head
  - Dr. House

## Diskografie

### Alben
- Big City Secrets (1996)
- Vacancy (1999)
- Come to Where I’m From (2000)
- Redemption’s Son (2002)
- Junkyard Hearts I (2002)
- Junkyard Hearts II (2002)
- Junkyard Hearts III (2002)
- Junkyard Hearts IV (2002)
- Holding The Void (2003)
- Our Shadows Will Remain (2004)
- And The Thieves Are Gone (2004)
- The Invisible Parade + We Almost Made It (Buch) (2006)
- Nuclear Daydream (2006)
- Let’s Just Be (2007)
- Could We Survive (2008)
- Crazy Rain (2008)
- Vagabond Skies (2008)
- Foreign Girls (2008)
- Temporary People (2008)
- The Graduation Ceremony (2011)
- Redemption City (2012)
- The Ballad of Boogie Christ (2013)
- Lou (2014)
- Days of Surrender (2015)
- The Family (2016)
- Arthur Buck (2018)
- Come Back World (2019)

### Singles
- Chemical (2000)
- In The Sun (2001)
- Can’t Exist (2005)
- Even Tho (2005)
- Devil’s Broom (2006)

## Film
- You Are Free (2008)